# Plocosperma buxifolium
Plocosperma buxifolium är en tvåhjärtbladig växtart som beskrevs av George Bentham. Plocosperma buxifolium ingår i släktet Plocosperma och familjen Plocospermataceae. Inga underarter finns listade i Catalogue of Life.